# Vinh Sơn Ferrer
Thánh Vinxentê Phêrê, O.P. (còn gọi là Vinh Sơn hay Vincentê, tiếng Anh: Vincent Ferrer) sinh tại Valencia, Tây Ban Nha vào ngày 23 tháng 1 năm 1350, là con thứ ba của ông William Ferrer và bà Cônstânce Mìguêl, có họ hàng với Giám Mục của Valencia lúc bấy giờ, một gia đình Công giáo đạo đức truyền thống.
Khi lên 17 tuổi, bất kể sự chống đối của cha mẹ, ông gia nhập Dòng Đa Minh trong thành phố gần nơi sinh trưởng. Sau khi hoàn tất việc học một cách tốt đẹp, ngài được thụ phong linh mục bởi Hồng y Pedro Martínez de Luna – là người đã ảnh hưởng lớn đến cuộc đời ông.
Sau vài năm giảng dạy và thuyết giảng tại Valencia, kể từ năm 1399, ông sống đời thuyết giáo, chu du khắp Tây Ban Nha, Pháp, Thụy Sĩ, Ý và Đảo Ireland... Châu Âu lúc đó bị xâu xé bởi cuộc Chiến tranh Trăm Năm (1337 – 1453). Cuộc chiến đã khiến Pháp và Anh đối đầu nhau; Giáo hội Công giáo Roma bị phân hóa do cuộc Đại ly giáo Tây Phương (1378 – 1417) cho đến khi Công Đồng Constance (1414 – 1418) chấm dứt cuộc ly giáo, nhờ bầu được Giáo hoàng Martin V vào năm 1417.
Người ta gọi Vinh Sơn Ferrer là "Thiên Sứ thời phán xét" vì vào thời ấy, ông xuất hiện như nhà thuyết giảng về ngày thế tận. Từ đó, ông đã chinh phục vô vàn người trở lại Giáo hội Công giáo Roma, kể cả người Do Thái, người Maures và các người ngoại giáo. Ông đóng góp công sức vào việc giải quyết cuộc đại ly giáo ở Tây Phương, khi tham dự Công Đồng Constance.
Vincent Ferrier qua đời vào tuổi bảy mươi, tại Vannes miền Bretagne, lúc đang thi hành nhiệm vụ sau chuyến đi giảng Mùa Chay. Ông được Đức Giáo Hoàng Calixtô III phong hiển thánh năm 1455 và nhận tước hiệu là vị Tông Đồ của Châu Âu. Người Tây Ban Nha và Pháp tranh chấp về di hài của thánh nhân.

## Cuộc đời
Sau khi được thụ phong linh mục không lâu, cha Vinh Sơn được chọn làm bề trên tu viện Đa Minh ở Valencia.
Sau cái chết của Giáo hoàng Grê-gô-ri-ô XI, cuộc Ly Giáo Tây Phương đã chia cắt Kitô Giáo . Giáo hội Công giáo Rôma tồn tại đồng thời hai triều giáo hoàng ở Rôma và ở Avignon (sau này còn tồn tại thêm một ngai toà Giáo hoàng nữa ở Pisa, nâng tổng số triều Giáo hoàng tồn tại song song có những thời điểm lên con số ba). Cha Vinh Sơn Ferrer tin rằng việc bầu cử Đức Urbanô VI ở Rôma là vô giá trị (mặc dù Thánh Catarina thành Siena là người hỗ trợ đức giáo hoàng Rôma). Trong thời gian phục vụ Hồng y de Luna, cha Vinh Sơn thuyết phục người Tây Ban Nha theo Giáo hoàng đối lập Clementê VII ở Avignon. Và khi Đức Clêmentê VII từ trần, Hồng y de Luna được bầu làm giáo hoàng ở Avignon và lấy tên là Bênêđictô XIII.
Cha Vinh Sơn được Đức Bênêđictô XIII triệu về làm việc trong Tòa Ân Giải Tối Cao và là Trưởng Điện Tông Tòa. Nhưng vị giáo hoàng ở Avignon không chịu từ chức trong khi tất cả các ứng viên trong mật nghị hồng y đều thề như vậy. Và Bênêđictô XIII vẫn ngoan cố bất kể sự ruồng bỏ của vua nước Pháp và hầu hết các hồng y.
Cha Vinh Sơn vỡ mộng và lâm bệnh nặng, nhưng sau cùng ngài đã đảm nhận công việc "rao giảng Đức Kitô cho thế giới," dù rằng bất cứ sự canh tân nào trong Giáo Hội thời ấy đều tùy thuộc việc hàn gắn sự ly giáo. Là một người có tài rao giảng, ngài dành 20 năm sau cùng của cuộc đời để loan truyền Tin Mừng ở Tây Ban Nha, Pháp, Thụy Điển, Hòa Lan và vùng Lombardy. Nội dung những lời giảng chủ yếu nói về tội lỗi, hỏa ngục, sự sống đời sau và ngày phán xét gần kề. Đời sống khó nghèo đi đôi với lời rao giảng của ngài đã làm nhiều người tin theo. Thánh nhân đi đâu là cảm hóa được người khác, đem lại sự bình an, bầu khí thánh thiện và đạo đức cho những nơi ngài đặt chân tới, và có nhiều người quay trở về với Chúa. Riêng tại Tây Ban Nha, thánh nhân đã cảm hóa hơn 25.000 người .
Vào những năm 1408 và 1415, ngài cố gắng nhưng không thành công trong việc thuyết phục người bạn cũ của ngài từ chức. Sau cùng, cha Vinh Sơn phải kết luận rằng Bênêđictô XIII không phải là giáo hoàng thật. Mặc dù đang bệnh nặng, cha Vinh Sơn đã lên tòa giảng trước một giáo đoàn mà chính Đức Bênêđictô XIII chủ sự và mạnh mẽ tố giác người đã tấn phong chức linh mục cho ngài. Từ đó trở đi, Đức Bênêđictô XIII bỏ trốn, để lại sau lưng những người trước đây đã hỗ trợ mình.
Cha Vinh Sơn sống cho đến ngày được chứng kiến sự chấm dứt ly giáo, với việc bầu cử tân giáo hoàng là Giáo hoàng Máctinô V.  Cha từ trần ngày 5 tháng 4  năm 1419 tại Vannes, Bretagne.

## Phong thánh
Cha Vinh Sơn Ferrer được tuyên phong hiển thánh bởi Đức Giáo hoàng Calixtô III vào ngày 29 tháng 6 năm 1455. Ngài được nhận tước hiệu Tông Đồ của Châu Âu.

## Trích dẫn
Khi ngồi tòa giải tội, hãy luôn tỏa chiếu đức ái nồng nàn. Dù các cha khuyến khích những tâm hồn sốt sắng hay răn dạy những kẻ cứng lòng phải biết kính sợ Chúa, thì phải nói làm sao cho họ cảm thấy là các cha nói như thế chỉ vì yêu thương họ mà thôi 
Khi giảng dạy, hãy dùng kiểu nói đơn sơ, đưa ra những tấm gương rõ ràng. Phải giảng làm sao cho mỗi một tội nhân cảm thấy được đánh động như thể bạn chỉ giảng cho một mình người đó nghe. Còn bài giảng nào trừu tượng thì khó tác động lên người nghe lắm